# Svømning under sommer-OL 2016 – 4x200 m fri (herrer)
4x200 m fri for herrer under Sommer-OL 2016 vil finde sted den 9. august 2016.

## Turneringsformat
Konkurrencen blev afviklet med indledende heats og finale. Efter de indledende heats gik de otte bedste tider videre til finalen, hvor medaljerne blev fordelt.

## Tidsplan
Nedenstående tabel viser tidsplanen for afvikling af konkurrencen:
| Dato      | Tid   | Runde  |
| --------- | ----- | ------ |
| 9. august | 14:17 | Heats  |
| 9. august | 23:32 | Finale |

## Resultater

### Heats
| Placering | Heat | Bane | Nation         | Svømmere | Tid     | Noter |
| --------- | ---- | ---- | -------------- | --- | ------- | ----- |
| 1         | 2    | 4    | Storbritannien | Stephen Milne (1:46.70) Robbie Renwick (1:48.17) Daniel Wallace (1:46.39) Duncan Scott (1:45.05)                    | 7:06.31 | Q     |
| 2         | 1    | 4    | USA            | Clark Smith (1:47.20) Jack Conger (1:45.73) Gunnar Bentz (1:48.01) Ryan Lochte (1:45.80)                            | 7:06.74 | Q     |
| 3         | 2    | 2    | Rusland        | Mikhail Dovgalyuk (1:46.91) Vyacheslav Andrusenko (1:47.50) Nikita Lobintsev (1:46.42) Aleksandr Krasnykh (1:45.98) | 7:06.81 | Q     |
| 4         | 2    | 6    | Tyskland       | Florian Vogel (1:47.16) Jacob Heidtmann (1:47.17) Clemens Rapp (1:46.61) Paul Biedermann (1:46.72)                  | 7:07.66 | Q     |
| 5         | 2    | 7    | Japan          | Kosuke Hagino (1:46.60) Naito Ehara (1:47.12) Yuki Kobori (1:47.60) Takeshi Matsuda (1:46.36)                       | 7:07.68 | Q     |
| 6         | 2    | 5    | Australien     | Daniel Smith (1:47.55) Mack Horton (1:46.32) Jacob Hansford (1:47.70) Thomas Fraser-Holmes (1:46.41)                | 7:07.98 | Q     |
| 7         | 2    | 3    | Belgien        | Louis Croenen (1:48.35) Dieter Dekoninck (1:46.57) Emmanuel Vanluchene (1:47.79) Glenn Surgeloose (1:46.01)         | 7:08.72 | Q     |
| 8         | 1    | 5    | Holland        | Dion Dreesens (1:47.86) Kyle Stolk (1:47.13) Ben Schwietert (1:47.92) Maarten Brzoskowski (1:46.25)                 | 7:09.16 | Q     |
| 9         | 1    | 8    | Italien        | Andrea Mitchell D'Arrigo (1:47.65) Alex di Giorgio (1:47.74) Marco Belotti (1:47.01) Gabriele Detti (1:46.80)       | 7:09.20 |       |
| 10        | 1    | 7    | Sydafrika      | Myles Brown (1:46.47) Sebastien Rousseau (1:48.35) Calvyn Justus (1:49.04) Dylan Bosch (1:48.75)                    | 7:12.61 |       |
| 11        | 1    | 2    | Spanien        | Victor Martín (1:48.74) Miguel Durán (1:48.10) Albert Puig (1:48.13) Marc Sánchez (1:47.65)                         | 7:12.62 |       |
| 12        | 2    | 1    | Danmark        | Anders Lie Nielsen (1:47.62) Daniel Skaaning (1:46.78) Soren Dahl (1:47.43) Magnus Westermann (1:50.83)             | 7:12.66 | NR    |
| 13        | 1    | 6    | Frankrig       | Jordan Pothain (1:46.56) Grégory Mallet (1:47.60) Lorys Bourelly (1:48.62) Damien Joly (1:50.93)                    | 7:13.71 |       |
| 14        | 1    | 1    | Brasilien      | Luiz Altamir Melo (1:48.19) João de Lucca (1:47.77) André Pereira (1:49.19) Nicolas Oliveira (1:48.69)              | 7:13.84 |       |
| 16        | 1    | 3    | Polen          | Jan Świtkowski (1:47.95) Paweł Korzeniowski (1:48.14) Kacper Klich (1:49.52) Kacper Majchrzak (1:45.50)             | 7:11.11 | DSQ   |
| 16        | 2    | 8    | Ungarn         | Péter Bernek (1:47.69) Gergő Kis (1:51.02) Benjámin Grátz (1:48.71) Dominik Kozma (1:51.09)                         | 7:18.51 | DSQ   |

### Finale
| Placering                        | Bane | Nation         | Svømmere | Tid     | Noter |
| -------------------------------- | ---- | -------------- | --- | ------- | ----- |
| 1                                | 5    | USA            | Conor Dwyer (1:45.23) Townley Haas (1:44.14) Ryan Lochte (1:46.03) Michael Phelps (1:45.26)                 | 7:00.66 |       |
| 2. plads, sølvmedaljemodtager(e) | 4    | Storbritannien | Stephen Milne (1:46.97) Duncan Scott (1:45.05) Daniel Wallace (1:46.26) James Guy (1:44.85)                 | 7:03.13 | NR    |
| 3                                | 2    | Japan          | Kosuke Hagino (1:45.34) Naito Ehara (1:46.11) Yuki Kobori (1:45.71) Takeshi Matsuda (1:46.34)               | 7:03.50 |       |
| 4                                | 7    | Australien     | Thomas Fraser-Holmes (1:45.81) David McKeon (1:45.63) Daniel Smith (1:47.37) Mack Horton (1:45.37)          | 7:04.18 |       |
| 5                                | 3    | Rusland        | Danila Izotov (1:46.72) Aleksandr Krasnykh (1:45.67) Nikita Lobintsev (1:46.31) Mikhail Dovgalyuk (1:47.00) | 7:05.70 |       |
| 6                                | 6    | Tyskland       | Florian Vogel (1:47.16) Christoph Fildebrandt (1:47.91) Clemens Rapp (1:46.12) Paul Biedermann (1:46.09)    | 7:07.28 |       |
| 7                                | 8    | Holland        | Dion Dreesens (1:47.58) Maarten Brzoskowski (1:46.87) Kyle Stolk (1:47.59) Sebastiaan Verschuren (1:47.06)  | 7:09.10 |       |
| 8                                | 1    | Belgien        | Louis Croenen (1:48.95) Dieter Dekoninck (1:47.50) Glenn Surgeloose (1:46.91) Pieter Timmers (1:48.28)      | 7:11.64 |       |